# Nora Roberts - Montana Sky
Nora Roberts - Montana Sky (Montana Sky) è un film per la televisione del 2007 diretto da Mike Robe e tratto dall'omonimo romanzo di Nora Roberts.

## Trama
Con la morte del facoltoso padre, proprietario di una tenuta da 8.000.000$ nel Montana, le tre figlie hanno la possibilità di incontrarsi. Nessuna di loro ha mai visto le altre, essendo cresciute separate, figlie di madri diverse e dello stesso padre che a nessuna di loro ha riservato particolare affetto.
La maggiore, Tess è una scrittrice di Los Angeles sofisticata e snob la cui madre faceva la cameriera in un ristorante.
La secondogenita, Lily, è una donna timida e riservata, terrorizzata dalla vita e in fuga da un ex marito violento di nome Jesse Carne che tenterà di rapirla; durante la vicenda legherà molto con il fratellastro della terzogenita, Adam.
L'ultima figlia è Willa, l'unica ad aver vissuto con il genitore, il quale però non le riservava molto affetto. Willa è un'anima forte e indomita che cerca di mandare avanti da sola la grande fattoria, tentando di rispettare le volontà del padre che ha decretato che la proprietà sarebbe diventata delle tre figlie solamente se queste vi avessero vissuto almeno un anno tutte insieme.
Se Lily ha problemi piuttosto gravi di cui curarsi, ma sceglie comunque di collaborare, Tess e Willa entrano subito in contrasto per via delle differenti personalità, mettendosi a dura prova l'un l'altra e la coabitazione diventa difficile anche per le differenti abitudini, ma lentamente le tre sorelle riusciranno a crearsi la loro vita insieme e la loro routine alla fattoria.
A sovrintendere all'operato delle sorelle pensano il notaio e Ben McKintock, definito da Willa un galletto arrogante la quale non lo sopporta nonostante lui cerchi di rendersi piacente ai suoi occhi, nel tentativo di sanare alcuni vecchi screzi causati dal genitore di lei e poter finalmente incominciare una relazione.
La calma tranquillità del ranch, comunque, viene sconvolta prima dalla morte in modo truce di alcuni animali della fattoria e successivamente dall'omicidio di alcune persone.